# Thimphu
Thimphu (/ tɪmˈpuː /; dzongkha: ཐིམ་ཕུ [tʰim˥.pʰu˥]; prej napisano kot Thimbu ali Thimpu) je glavno in največje mesto Kraljevine Butan. Leži v zahodnem osrednjem delu Butana, okoliška dolina pa je eno od dzongkhag - okrožje Thimphu. Staro glavno mesto Punakha so leta 1955 zamenjali s Thimphujem, leta 1961 pa ga je njegovo veličanstvo 3. Druk Gyalpo Džigme Dordži Vangčuk (Jigme Dorji Wangchuck) razglasil za prestolnico Kraljevine Butan.
Mesto se razteza v smeri sever-jug na zahodnem bregu doline, ki jo oblikuje reka Raidāk, ki je v Butanu znana kot Wang Čhu ali Thimphu Čhu. Thimphu je četrta najvišja prestolnica na svetu po nadmorski višini in se razteza med 2248 do 2648 metri. Nenavadno za glavno mesto, Thimphu nima svojega letališča, ampak se zanaša na letališče v Paru, ki je s cesto povezan približno 54 kilometrov stran.
Thimphu, kot politično in gospodarsko središče Butana, ima prevladujočo kmetijsko in živinorejsko bazo, kar prispeva 45 % BNP države. Turizem, čeprav prispeva k gospodarstvu, je strogo urejen in ohranja ravnotežje med tradicionalnim, razvojem in modernizacijo. Thimphu ima večino pomembnih političnih zgradb v Butanu, vključno z državnim zborom novo ustanovljene parlamentarne demokracije in palačo Dečenčoling, uradno rezidenco kralja, ki je severno od mesta. Thimphu usklajuje Thimphujev strukturni načrt, urbanistični razvojni načrt, ki je nastal leta 1998 z namenom varovanja krhke ekologije doline. Ta razvoj poteka s finančno pomočjo Svetovne banke in Azijske razvojne banke.
Kultura Butana se v Thimphuju v celoti odraža v literaturi, veroizpovedi, običajih in nacionalnih oblačilih, pri meniških praksah samostanov, glasbi in plesu ter v medijih. Tšeču je pomemben festival, ko se na dvoriščih Tašičho dzonga odvijajo plesi za maske, popularno znani kot ples Čam. Gre za štiridnevni festival, ki poteka vsako leto v septembru ali oktobru, na datume, ki ustrezajo butanskemu koledarju.

## Zgodovina
Pred letom 1960 je Thimphu predstavljal gručo hiš v dolini z zaselki Motitang, Čangangka, Čanglimitang, Langčupaka in Taba, od katerih večina danes sestavlja mestno območje. Leta 1885 se je na območju sedanjega mesta (sedaj športno igrišče Čanglimitang) odvila bitka, ki jo je zmagal Ugjen Vangčuk, prvi kralj Butana, po kateri je kontroliral celotno državo. Moderni stadion Čanglimitang je bil zgrajen na istem mestu leta 1974. 
Pod rodbino Vangčuk je v državi vladal mir in počasen napredek v okviru zaporednih reformističnih vladarjev. Tretji kralj, Džigme Dordži Vangčuk, je reformiral stari psevdo-fevdalni sistem z ukinitvijo tlačanstva, izvedel prerazporeditev zemlje in davčno reformo. Prav tako je uvedel številne izvršilne, zakonodajne in pravosodne reforme v okviru katerih je bila leta 1952 sprejeta odločitev, da se premakne glavno mesto iz starodavne prestolnice Punakha v Thimphu. Četrti kralj Džigme Singje Vangčuk je z reformami nadaljeval in leta 1961 je Thimphu uradno postal glavno mesto Butana.

## Geografija
Thimphu leži v omejeni dolini reke Raidāk, ki je znana tudi kot reka Thimphu (Thimpu Čhu). Medtem ko so okoliški hribi v višinskem razponu od 2000 do 3800 metrov, ima samo mesto višinski razpon med 2248 in 2648 metri (toplo zmerno podnebje med 2000 do 3000 metri in hladno zmerno območje med 3000 in 3800 metri). Prav ti dve različici nadmorske višine in podnebja določata bivalna območja in tipologijo vegetacije v dolini. Dolina je redko gozdnata in se razprostira na severu in zahodu. Na južnem koncu mesta most Lungten Zampa povezuje vzhodni in zahodni breg reke Wang Čhu, ki teče skozi središče mesta.
Reka Raidāk izvira v snežnih poljih na nadmorski višini približno 7000 metrov. Ima veliko pritokov, ki tečejo izpod himalajskih vrhov, ki v veliki meri narekujejo topografijo doline Thimphu. Tako nastala dolina je omejena s strmim vzhodnim grebenom, ki se dviga od struge reke in dolinskega sloja s postopno nagnjeno topografijo, ki sega od Dečenčolinga in Simtokhe, na zahodnih bregovih Raidaka. Severno-južna orientacija hribovja doline pomeni, da so izpostavljeni vlažnim monsunskim vetrom, ki zajamejo Nizko Himalajo in njene spodnje doline. Vendar pa imajo vetrovne in zavetne strani hribovja različne vzorce vegetacije, ki so odvisni od različnih pojavov padavin na obeh straneh. Dolina Thimphu, ki leži na zavetni strani gore, je sorazmerno suha in vsebuje drugačno vegetacijo v primerjavi z vetrovno stranjo. Zato se temu pojavu pripisujejo iglavci v dolini. Punakha, stara prestolnica Butana, je na vetrni strani, zato v topografiji prevladujejo široka listnata drevesa. 
Mesto doživlja subtropsko visokogorsko podnebje, ki je pod vplivom jugozahodnega monsuna toplega, zmernega podnebja (Cwb). Jugozahodne monsunske padavine se pojavijo sredi junija do septembra. Strela in grmenje sta pogosta pred padavinami v regiji s kumulonimbusnimi oblaki in lahkimi nalivi, ki prevladujejo nad vremenom. Zaradi neprekinjenega deževja se po nekaj dneh pojavijo plazovi in zapore cest. Potoki in reke narastejo in nosijo ogromne količine odpadkov iz gozdov. Globoke lokve, gosto blato in zemeljski plazovi ob cestah so ovire za promet. Hladni vetrovi, nizke temperature ponoči in zmerne temperature čez dan, oblačnost, lahke nevihte in snežne padavine na tem območju označujejo zimsko vreme. Megla povzroča slabo vidljivost, kar ogroža promet vozil v mestu. Ko se približuje pomlad, pokrajino zaznamujejo nasilni vetrovi in razmeroma suho in jasno nebo.
Thimphu doživlja mokro sezono, ki traja od maja do septembra in suho sezono, ki zajema preostanek leta. Padavine v dolini se gibljejo med 500 in 1000 milimetri na leto, večino pa jih prejme v času monsunske mokre sezone. Povprečna temperatura zabeležena pozimi, se giblje med 5–15 ° C, poleti pa med 15–30 ° C. Najhladnejša povprečna nižja temperatura v januarju je -2,6 ° C, povprečna najvišja temperatura, zabeležena v avgustu, pa je 25 ° C.

## Demografija
Po popisu prebivalstva 31. maja 2005 je bilo v mestu 79.185 prebivalcev z gostoto 3029 na kvadratni kilometer, v celotnem okrožju pa 92.929 na površini 1843 kvadratnih kilometrov; ustrezna številka, predvidena za leto 2010 za okrožje, je bila 104.200 . Leta 2011 je bilo prebivalcev mesta približno 91.000. 

## Uprava

### Okrožja
Čangangkha
Čangangkha je zahodno osrednje okrožje, ki leži med centrom Čubaču in Motithangom na zahodu. Vsebuje Čangangkha Lhakhang. Tempelj Čangangkha je eden najstarejših templjev v dolini Thimphu, ki ga je ustanovil Phajo Drugom Zhigpo, ustanovitelj sekte Drukpa (sekta Rdečih kap) v Butanu in ga je v 13. stoletju razširil njegov sin Ndžima. V templju je kip Avalokiteśvara Tisočroki, kot tudi zelo velika molitvena kolesa in nenavadno veliki sveti spisi. Tempelj je bil obnovljen v letih 1998-99. Tudi tovarna kadila po imenu Poe Nado, je v Čangangkhi.
Čangzamthok
Čangzamthok je okrožje južno od glavnega središča, ki ga na zahodu meji na območje bolnišnice, Gongphel Lam in reke Wang Čhu na vzhodu. 
Čubaču
Čubaču je osrednje okrožje. Na severu ga omejuje reka Čubaču, na vzhodu reka Wang Čhu, na zahodu pa Čangangkha in Motithang. Na zahodnem bregu Wang Čhu je ob koncu tedna tržnica. Na zahodu leži cesta Norzin Lam, ki ločuje Čubaču od Motithanga. Na tej cesti je Butanski tekstilni muzej in Narodna knjižnica Butana. Osrednja cesta okrožja se imenuje Yanden Lam. Vzhodna cesta okrožja je Čogjal Lam, ki teče proti severozahodu in jugovzhodu ob bregovih reke Wang Čhu.
Hospital Area
Območje bolnišnice je osrednje okrožje Thimphuja. Je južno od Spominskega čortena in vsebuje osrednje krožišče, bolnišnico JDWR in državno centralo policije Kraljevine Butan. Cesta Gongphel Lam jo ločuje od okrožja Čangzamthok.
Jungšina
Jungšina je severno okrožje. Vsebuje Wangduetse gompo. 
Kavangdžangsa
Kavangdžangsa (ali Kawajangsa) je zahodno okrožje, severno od Motithanga in severno od reke Čubaču. Inštitut za tradicionalno medicino, Inštitut za Zorig Chusum, Narodna knjižnica Butana, Muzej narodne dediščine in telekomunikacijski uradi Butana so v Kavadžangsiju.  Svetovni sklad za naravo (WWF) ima tukaj svoj butanski sedež; odgovoren je bil za spodbujanje ohranjanja tigrov v Butanu.
Langjupakha
Langjupakha je severovzhodno okrožje Thimphuja. Je na vzhodnem bregu reke Wang Čhu in vključuje dvorano Royal Bankette, stavbo SAARC in Državni zbor ter Center za študije Butana.
Zgradba SAARCC v Thimphuju je bila prvotno zgrajena za konferenco SAARC (Jugovzhodna Azija za regionalno sodelovanje) v začetku 1990-ih. Stoji čez reko Wang Čhu nasproti Tašičho dzonga. Ta elegantna zgradba je zgrajena v fuziji butanske in moderne arhitekture z visokotehnološkimi objekti. Trenutno sta v njej ministrstvo za načrtovanje in zunanje zadeve. Državni zbor, ki se je v Tašičho dzongu sestajal do leta 1993, je zdaj v tej stavbi, v bogato opremljeni dvorani na koncu dveh dolgo urejenih hodnikov. Državni zbor se tu sestane dvakrat letno. V bližini je tudi banketna dvorana.
Motithang
Motithang je severozahodno okrožje Thimphuja. Reka Čubaču deli okrožje od Kavadžangsa naprej proti severu, Čubaču pa na vzhodu.
Ime pomeni 'travnik biserov', območje, ki se je kot stanovanjsko območje razvilo šele v 1980-ih, po začetni ustanovitvi hotela Motithang leta 1974, ob kronanju Džigme Singje Vangčuka. Hotel je bil takrat sredi gozda, ločen od mesta s kmetijskimi zemljišči, danes pa je to območje pozidano s hišami in vrtovi.
Poleg hotela Motithang je v okrožju več pomembnih državnih gostišč, kot so Kungačoling in Lhundupling, apartmaji Rapten in Amankora Thimphu. Vsebuje tudi Nacionalno komisijo za kulturne zadeve, Unicefovo postajo in več trgovin z živili, vključno s supermarketom Lhatshog. Šole so višja srednja šola Motithang in šola Džigme Namgyal. Druge stavbe v Mottithangu so tabor za kraljeve telesne stražarje in Mladinski center.
V okrožju je tudi zatočišče za divje živali rezervat Motithang Takin.
Sangyegang
Sangyegang je zahodno okrožje, severno od reke Čubaču, vendar južno od Zilukhe. Vsebuje telekomunikacijski stolp Sangyegang in igrišče za golf na vzhodu, ki se razteza proti severu v delu mesta Zilukha.
Yangčenphug
Yangčenphug je vzhodno okrožje čez reko Wang Čhu iz središča mesta in vsebuje srednjo šolo Lungten Zampa in srednjo šolo Yangčenphug. Glavna cesta je Dečen Lam, ki sledi črti reke in povezuje okrožje z Zamazijo na jugu.
Zamazingka
Zamazingka je vzhodno okrožje reko Wang Čhu iz središča mesta. Glavna cesta je Dečen Lam, ki sledi črti reke in povezuje okrožje z Yangčenphugom na severu in na koncu pripelje do Para na jug.
Zilukha
Zilukha je severno okrožje med Jungšino na severu in Sangyegangom na jugu. Vsebuje samostan Drubthob gompa / Zilukha, ki je nekoč pripadal Drubthobu Thang Thong Gyalpu, pogosto imenovanem 'kralj odprtega polja'. V začetku 15. stoletja je s svojimi mnogimi talenti popularno postal Leonardo da Vinci iz Visoke Himalaje. Kraj ima tudi čudovit razgled na veličasten Tašičho dzong ('trdnjava slavne religije') in vladna poslopja v bližini. Igrišče za golf zajema večino okrožja ob spodnjem vzhodnem delu.

### Mestni načrt
Thimphu je bil leta 1952 izbran za prestolnico Butana, vendar do leta 1961 ni bil uradno ustanovljen kot glavno mesto. Takrat je bil zaselek nekaj hiš, zgrajenih okrog Tašičho dzonga. Mesto se je skozi leta počasi širilo ob bregovih reke in na višjih predelih. Spodnje ravnine ob reki so prav tako pozidane. Šele po odprtju države za tuje obiskovalce je hitro raslo. Thimphu je zdaj glavno mesto z vsemi državljanskimi dobrinami, kot so dobro načrtovane široke ceste s prometno policijo, ki nadzoruje promet, bankami, hoteli in restavracijami, ustanovami umetnosti, kulture, medijev, športa ter tudi tradicionalnimi dzongi, samostani in čorteni. Zato so se razcvetele vrednosti nepremičnin v mestu Thimphu.
Stanovanjska površina mesta predstavlja 38,3 % celotne površine. Na nerezidenčnih območjih 9,3 % mesta sestavljajo upravne stavbe, 4 % komercialnih ustanov, 10,1 % jih zavzemajo zdravstvene, izobraževalne ali institucionalne strukture, 2 % industrijski obrati in 3,8 % varščina. Preostalih 32,5 % mesta predstavlja razpršeni odprti prostori s praznimi zemljišči, ki jih je treba ohraniti pri vsakem prihodnjem načrtovanju in širjenju.
Thimphujev strukturni načrt je sodoben urbanistični načrt za mesto, ki so ga začeli razvijati leta 1998, da bi zaščitili krhko ekologijo doline, vključno z njenimi rekami in gozdovi. To načrtovanje je bilo potrebno zaradi rasti prometa in pritiska na javnozdravstveno infrastrukturo v središču mesta, omejitve za pokritost zemljišč in višine stavb. Načrt je odobril Svet ministrov leta 2003. Izvoljeni organ, občinska korporacija Thimphu, izvaja načrt, ki ga je pripravil ameriški arhitekt Christopher Charles Benninger. Ta načrt bo po zaključku ocenjen na več kot milijardo dolarjev. Sredstva za izvajanje načrta zagotavljajo Svetovna banka in Azijska razvojna banka. Obstaja nekaj spornih področij med lastniki zemljišč in zainteresiranimi stranmi, kar je povzročilo, da sta Svetovna banka in Azijska razvojna banka zahtevali od Ministrstva za delo in človekove poravnave (MOWHS), da ta vprašanja rešuje s postopkom sporazuma, preden se sprostijo nadaljnja sredstva. 
Jasni koncepti načrtovanja, ki so bili vzpostavljeni v okviru strukturnega načrta so: Tašičho dzong, Wang Čhu in potoki, Green Hills in njihova pokritost z gozdovi, samostani, templji, čorteni in molilne zastave, mestno jedro, mestne vasi in mestni koridor. Južni vhod mesta pri Simtokha dzong sidra meje mesta s severno in zahodno mejo doline Wang Čhu.
V skladu z aktualnim razvojnim načrtom za leto 2027 bo velik del mesta spremenjen v cone za pešce brez avtomobilov, polne arkadnih sprehajališč, trgov, dvorišč, kavarn in razstav, z avtomobilskim prometom, omejenim na robove mesta. Ob rekah se bodo razvijali parki in pešpoti, gradnja pa ne bo dovoljena na razdalji 30 metrov od reke ali potokov. Načrtovalci mesta so prav tako napovedali, da se bo strožje uveljavilo pravilo, da so zgradbe oblikovane tako, da odražajo tradicionalno butansko arhitekturo, ki je bila v preteklosti pogosto kršena. Mnoge gospodarske dejavnosti, ki potekajo v mestu, skupaj z vojaško in policijsko infrastrukturo, bi bile premaknjene. Pričakuje se, da se bo do tega časa prebivalstvo mesta povečalo na 162.000.

### Širitev mesta
V zadnjih 50 letih, od svoje ustanovitve kot glavnega mesta Butana, je bil Thimphu priča širjenju, sprva počasnemu, nato pa hitremu po tem, ko se je država leta 1974 odprla za zunanji svet med kronanjem četrtega kralja, Džigme Singje Vangčuka, ko so bili prisotni mednarodni mediji in ki so zaznamovali prvi nastop Butana na svetovni sceni. Na splošno so naravni sistemi mesta pod tremi kategorijami in sicer naravni (gozd, pokrov grmičevja, reka in porečja), kmetijski (sadovnjaki, riževa polja, pašniki) in rekreacijski (javni odprti prostor, parki, stadion). 
Širitev mesta je dobila strukturiran razvojni načrt za leto 2027. Stavbe bodo še naprej gradili, ohranili bodo starodavno butansko kulturo in arhitekturne sloge, vendar z izmerjeno in modulirano mešanico sodobnega razvoja, ki izpolnjuje zahteve nacionalnih in državljanskih uprav in vseh osnovnih državljanskih dobrin, kot so ceste, oskrba z vodo in kanalizacija, bolnišnice, šole, središča za medije in tako naprej. Spomeniki ali pomembne zgradbe so razpršene: Tašičho dzong, zgrajen kot trdnjava, ki je središče butanske uprave, pa tudi samostansko središče,  Spominski čorten in Državni zbor novo oblikovane parlamentarne demokracije v okviru monarhije. Kraljeva palača, ki je severno od mesta, imenovana palača Dečenčoling, uradna rezidenca kralja, je impresivna zgradba, ki zagotavlja veličasten pogled na mesto.
Hitra širitev, ki sledi vzorcu priseljevanja s podeželja, je povzročila precejšnjo obnovo mestnega središča in širjenje primestnega razvoja drugje. Norzin Lam, nedavno nadgrajena glavna smer, je obdana s trgovinami, restavracijami, trgovinskimi arkadami in javnimi zgradbami. 
V središču mesta je mešanica stanovanjskih blokov, majhnih družinskih hiš in družinskih trgovin. Po predpisih morajo biti vse zgradbe oblikovane v tradicionalnem slogu z budističnimi slikami in motivi. Živahna tržnica ob koncu tedna ob reki oskrbuje z mesom, zelenjavo in turističnimi predmeti. Večina mestne lahke industrije je južno od glavnega mostu. Thimphu ima vedno večje število komercialnih storitev in pisarn, ki zagotavljajo vedno večje lokalne potrebe.

## Arhitektura
Tradicionalni arhitekturni spomeniki v Thimphuju, kot tudi v preostalem Butanu, so tipične butanske arhitekture samostanov, dzongov (najbolj izrazitih tipov trdnjav), čortenov, vhodnih vrat, lhakhangov, drugih svetih krajev in kraljevih palač, ki so najbolj značilne arhitekturne oblike Butana. Molitvene zastave, stene Mani in molilna kolesa predstavljajo ugodno okolje v mestnem aglomeratu Thimphuja. Najbolj znane arhitekturno elegantne, tradicionalne butanske stavbe v mestu so Tašičho dzong, Drubthob gompa (zdaj ženski samostan Zilluka), Tango gompa ali Čeri gompa,  Spominski čorten, Dečen Phodrang in Čangangkha Lhakhang, vsi starinski spomeniki z bogato zgodovino.
Te so dodatno posvečene nedavnim dopolnitvam arhitekturne odličnosti stavb, združitvi tradicionalne in moderne arhitekture, ki je večinoma po letu 1962, potem ko je Thimphu postal prestolnica Butana in se je odprl za turizem v okviru petletnih razvojnih načrtov. Stavbe v tej kategoriji so Nacionalni inštitut Zorig Čusum, Narodna knjižnica, Državna skupščina cum SAARC Building, Nacionalni inštitut za tradicionalno medicino, Nacionalni tekstilni muzej, Studio za prostovoljne umetnike, Kraljeva akademija scenskih umetnosti, stolp Telecoma in še veliko več. Tudi stanovanjske stavbe v Thimphuju so spremenile svoje metode gradnje, ne da bi žrtvovale tradicionalne butanske modele, ki naj bi spominjali na švicarske gradove.
Tašičho dzong
Najpomembnejša znamenitost v Thimphuju je Tašičho dzong (pomeni: 'Trdnjava veličastne vere'), ki stoji na zahodnem bregu reke Wang Čhu. Imenitna bela struktura, kot jo vidimo zdaj, je bila skozi več stoletij obnovljena po požarih in potresih. Ko sta lama Phajo in šabdrung, ki sta leta 1641 kupila dzong, uvedla sekto Drukpa, šole Kargju, se je dzong preimenoval v Tašičho dzong. V tem času je bila uvedena praksa uporabe dzongov kot verskih centrov za lame in upravnih centrov za državljansko upravo. Poleg prestolnice in pisarn butanskega kralja kot upravne stavbe je v njej osrednji sekretariat, uradi ministrstev za notranje zadeve in finance. Državni zbor, ki je bil v dzongu, je zdaj v ločeni stavbi, imenovani zgradba SAARC. 
Simtokha dzong
Simtokha dzong, znan kot Sangak Zabdhon Phodrang ('Palača globokega pomena tajnih mantr'), naj bi bil najstarejša preživela samostanska trdnjava, ki jo je leta 1629 ustanovil šabdrung Ngavang Namgjal, ki je združil Butan. V 17. stoletju je bila večkrat napadena, vendar je preživela in bila večkrat obnovljena. To je majhen dzong (samo 60 m v kvadrat z vrati na južni smeri), približno 5 km južno od Thimphuja. Sedaj je v njem eden vodilnih Dzongkha inštitutov za učenje jezikov in sicer Inštitut za študije jezika in kulture. Tu se učijo menihi in običajni ljudje. Študenti, ki so končali to šolo, so postali predvsem učitelji Dzongkha. 
Samostan Dečen Phodrang
Samostan Dečen Phrodrang pomeni palača velike blaženosti. To je budistični samostan severno od Thimphuja. Samostan je bil prvotno mesto izvirnega Tašičho dzonga. Leta 1971 je bil preurejen v samostansko šolo s 450 študentskimi menihi, vpisanimi v osemletne tečaje. Ima 15 zaposlenih. Hrani številne pomembne zgodovinske butanske artefakte, vključno s slikami iz 12. stoletja, ki jih je spremljal UNESCO in pomemben kip Namgjala na zgornjem nadstropju. V kapelici v spodnjem nadstropju je osrednji Buda Šakjamuni.
Palača Dečenčoling
Palača Dečenčoling (བདེ་ཆེན་ཆོས་གླིང་, Wylie: bde chen chos gling) stoji na severnem koncu doline Thimphu na vzhodnem bregu Thimphu Čhu. Bila je rezidenca pokojne kraljice, popularno znane kot Gayum Phuntsho Choden Vangčuk. Kralj Džigme Singje Vangčuk se je rodil 11. novembra 1955, zdaj pa prebiva v palači Samteling (kraljeva hiša).
Samostan Tango
Samostan Tango stoji severno od Thimphuja v bližini gore Čeri. Ustanovil ga je lama Gjalva Lhanampa v 13. stoletju in ga je v sedanji obliki zgradil Tenzin Rabgje, 4. vladar leta 1688. Po lokalni legendi je lokacija tega samostana sveti kraj, kjer se je Avalokitešvara razodel kot »samoizžarevajoča oblika besnega Hayagriva«. Lokacija je bila prerokovana v Tibetu. Leta 1616 je tibetanski šabdrung Ngawang Namgyal meditiral v njegovi jami. Spada v šolo budizma Kagju v Butanu. Beseda tango v butanskem jeziku pomeni 'konjska glava'. To ime je skladno z glavnim božanstvom Hayagriva (lokalno ime Tandin), ki se časti v samostanu.
Samostan Tango je zgrajen v dzong obliki in ima ukrivljeno (polkrožno) zunanje obzidje in viden glavni stolp z vdolbinami. Pokriva jame, kjer so prvotno meditirali in izvajali čudeže svetniki od 12. stoletja dalje . Za serijo molilnih koles so vgravirani skrilavci. V notranjosti dvorišča je galerija, ki prikazuje voditelje sekte Drukpa, šole Kagju.
Samostan Čeri
Samostan Čeri, imenovan tudi samostan Čagri Dordžeden, je leta 1620 ustanovil šabdrung Ngavang Namgjal; prvi samostan, ki ga je ustanovil pri mlajših 27 letih. Šabdrung se je tri leta strogo umaknil v Čagri in tam prebival skozi vse življenje. V Čagriju je leta 1623 ustanovil prvi samostanski red Drukpa, šole Kagju v Butanu. Samostan, ki je danes glavno središče za poučevanje in umik južnega dela sekte Drukpa, šole Kagju, je na severnem koncu doline Thimphu, približno 15 kilometrov od glavnega mesta. Stoji na hribu nad koncem ceste pri Dodejni in je dosegljiv približno uro hoje po strmem hribu. Glede na versko zgodovino Butana je mesto prvič obiskal Padmasambhava v 8. stoletju. V 13. stoletju ga je obiskal Phajo Drugom Zhigpo, tibetanski lama, ki je v Butanu prvič uveljavil tradicijo Drukpa, šole Kagju. V samostanu je srebrni čorten, ki vsebuje pepel šabdrungovega očeta.
Kip Bude Dordenma
Buda Dordenma je bronastkip, 'Vajra prestol' Bude, ki je zgrajen sredi ruševin Kuensel Phodranga, s pogledom na mesto Thimphu, približno 100 metrov nad strugo reke Wang Čhu. Slavnostna otvoritev je bila leta 2015 ob proslavitvi 60-letnice četrtega butanskega kralja Džigme Singje Vangčuka. Poleg spomina na stoletnico butanske monarhije izpolnjuje dve prerokbi. V 20. stoletju je znani jogi Sonam Zangpo napovedal, da bo v regiji zgrajen velik kip Padmasambhave, Bude ali phurbe, ki bo podaril blagoslov, mir in srečo po vsem svetu. Poleg tega je kip omenjen v starodavni termi guruja Padmasambhave, ki je izhajal iz približno 8. stoletja in ga je pred približno 800 leti obnovil terton Pema Lingpa.
Spominski čorten
Spominski čorten, znan tudi kot Thimphu Chorten, je čorten v Thimphuju, na ulici Doeboom Lam v južnem osrednjem delu mesta v bližini glavnega krožišča in indijske vojaške bolnišnice. Čorten, ki dominira na obzorju Thimphuja, je bil zgrajen leta 1974 v čast 3. kralja Butana, Džigme Dordži Vangčuka (1928–1972). Ta znamenitost mesta ima zlate zvonike in zvonove. Leta 2008 so ga obsežno prenovili. Posvetil ga je pozni Duddžom Rinpoče. Ta čorten je drugačen od drugih, saj ne vsebuje posmrtnih ostankov pokojnega kralja. Samo kraljeva fotografija v obredni obleki krasi dvorano v pritličju. Ko je bil živ, je hotel zgraditi čorten, ki predstavlja um Bude. Zasnovan je v tibetanskem slogu, imenovan tudi Jangčup čorten, oblikovan po klasični stupi, s piramidnim stebrom, ki ga kronata polmesec Lune in Sonce. Značilnost, ki se tukaj razlikuje, je navzven žgan zaobljen del v obliki vaze, ne pa kupole. Čorten prikazuje slike tantričnih božanstev, ki so nadčloveške velikosti, od katerih jih je 36 v erotičnih pozicijah.

### Druge znamenitosti
Obstaja več drugih znamenitosti v Thimphuju, kot so nacionalni poštni urad, trg s stolpno uro in rezervat Motithang Takin (nekdanji živalski vrt).
Državna pošta
Nacionalni poštni urad, ki je v severnem krilu velike stavbe na Dremton Lam, je znamenit butanski filatelistični urad, ki prodaja znamke in spominke butanskih znamk. Zaradi svoje barvite predstavitve in omejene izdaje, zbiralci žigov po vsem svetu vedo, da je Butan prva država, ki je diverzificirala in izvozila kakovostne znamke; predvsem pa so 3D žigi zbirateljski predmeti. Stare znamke se zdaj prodajajo za dobiček.
Trg s stolpno uro
Trg s stolpno uro je pred kratkim obnovljen trg, obdan z trgovinami in restavracijami. Vodnjaki in tradicionalna butanski mani ali molilna kolesa naredijo prostor bolj udoben. Na eni strani je razkošen hotel Druk. Tu potekajo različni programi in dejavnosti. To je bila tudi kontrolna točka za SAARC Car Rally.
Rezervat Motithang Takin
Rezervat Motithang Takin v Thimphuju je območje rezervata za takina (Budorcas taxicolor), narodno žival Butana. Prvotno je bil mini živalski vrt, spremenjen pa v rezervat, ko so odkrili, da se živali ne zadržujejo v okoliškem gozdu, tudi ko so svobodne. Razlog za razglasitev takina kot nacionalno butansko žival 25. novembra 2005 je pripisana legendi o nastanku živali v Butanu v 15. stoletju, ki jo je ustvaril lama Kunley. Butanski kralj je verjel, da je za budistično državo neprimerno, da živali omejuje iz verskih in okoljskih razlogov, zato je odredil zaprtje mini živalskega vrta in izpust živali v gozd. Takin pa je ostal zakoreninjen v mestu in so ga opazili, da je hodil po ulicah Thimphua in iskal krmo. Zato so ustvarili rezervat za njihovo svobodno življenje.

## Gospodarstvo
Thimphu je politično in gospodarsko središče Butana in lokacija centralne vlade.
Ob koncu tedna se na osrednjem trgu odvija jutranja tržnica. To so edini dnevi, ko lahko prebivalci Thimphuja kupujejo sveže sadje in zelenjavo. Prebivalci se ves teden zanašajo na supermarkete. Na tržnici prodajajo tudi jakovo maslo, sir, lesene sklede in tkanine, kot tudi številni poceni spominki iz Nepala. Za odprto tržnico je več trgovin, ki prodajajo kitajsko in bangladeško posodo, aparate, čevlje, svilo in preproge. Trgovci so dolga leta prihajali na osrednji trg iz vsega Butana in tržili svoje blago ter spali na prostem. Leta 1986 so bile zgrajene ploščadi, leta 1989 pa so bile nad ploščadmi zgrajene pokrite tržne dvorane. Na severni strani trga je bila zgrajena posebna zgradba za mesne izdelke. Leta 2006 se je del obrti preselil na nove stojnice na drugi strani novega mostu, zgrajenega v tradicionalnem slogu leta 2005.
Fundacija Loden, prva registrirana dobrodelna ustanova Butana, ima sedež v Thimphuju od leta 2007. Vodi jo skrbniški odbor, ki ga sestavljajo ugledni državljani, fundacija pa ima delovno skupino v Združenem kraljestvu (Združeno kraljestvo). Organizacija je bila ustanovljena za podporo izobraževanju in spodbujanju učenja in podjetništva v Butanu in na drugih himalajskih območjih ter za spodbujanje kulture in religije Butana v drugih delih sveta.
Butan se zdaj osredotoča na samozaposlitev in inovativne poslovne rešitve za reševanje odvisnosti od tuje pomoči. Eden od uspešnih subjektov je www.druksell.com, največje spletno tržišče Butana, ki povezuje umetnike, kmete in ustvarjalce iz vseh delov Butana in ga povezuje s kupci iz ostalega sveta.

### Turizem
Ko je bil leta 1974 Butan odprt za turizem, je bila v Thimphuju ustanovljena turistična korporacija v lasti vlade, ki je spodbujala in organizirala individualne in skupinske ture na lokacije kulturnega pomena v Butanu, osredotočene na budizem, tkanje, ptice, naravo in treking in posebne pakete. Ta organizacija je bila privatizirana leta 1994 in imenovana Butanska razvojna korporacija za turizem. Družba ima v lasti in upravlja hotele in turistične lodže v vseh večjih turističnih središčih Butana. Ima lastno floto avtomobilov in tudi tolmače v več mednarodnih jezikih, ki so namenjeni turistom različnih veroizpovedi.
Thimphu nima živahnega nočnega življenja, vendar pa število nočnih klubov in prostorov z bazeni za mlade, hitro narašča. Pomemben je Om Bar, ki privablja številno butansko elito in izseljence, ki jedo in razpravljajo o svojih poslovnih podvigih. Restavracijo Plum obiskujejo javni uslužbenci. Ostali nočni klubi in biljardnice so Buzz Lounge, nočni klub Space 34 in biljardnica 4 Degrees in Zone.
Glavna ulica Norzim Lam vsebuje številne trgovine in manjše hotele in restavracije. Butanski tekstilni muzej, Narodna knjižnica, hotel Peling, hotel Wangchuck, Chang Lam Plaza, Art Cafe, kavarna Khamsa, Švicarska pekarna, Gostilna Yeedzin, restavracija Mid-Point South Indian, restavracija Benez, restavracija Benez Butanska kuhinja in športno igrišče so opazne zgradbe na tem območju. Drugi znani hoteli na tem območju so eleganten hotel Druk, penzion Druk Sherig, hotel Jumolhari (znan po svoji indijski kuhinji), hotel Dragon Roots (ustanovljen leta 2004) in hotel Senge. V bližini glavnega trga je ura, okrašena z zmaji, ki je zdaj gledališče na prostem, trgovine z umetniškimi in obrtnimi izdelki ter supermarket Tashi. V stavbi pred starim kinom je kitajska restavracija in treking trgovine. Nekatere trgovine z živili, kot je Sharchopa, so znane po svojih sirih in sicer Bumthang in Gogona.
Ulica Drentoen Lam je ob glavni ulici in ima pošto, banko in upravne zgradbe ter več glasbenih trgovin. Cesta Doebum Lam poteka vzporedno z glavno Norzim Lam, kjer je tudi Gospodarska zbornica, Ministrstvo za turizem in stavbe Ministrstva za trgovino ter pekarno. Leta 2006 se je odprla nova nakupovalna četrt med Doebum Lam in Norzim Lam, ki vključuje nakupovalni kompleks Zangdopelri, italijansko restavracijo Phuntsho Pelri Hotel and Seasons. 

## Kultura
Kultura Butana se v glavnem mestu v celoti odraža v literaturi, veroizpovedi, navadah in oblačenju, meniški praksi, glasbi, plesu, literaturi in v medijih. Modernost se meša brez žrtvovanja tradicionalnega budističnega etosa.
Literatura
V Narodni knjižnici je ohranjena starodavna književnost Butana. Pisava uporabljena v butanski književnosti je butanska pisava (čeprav je nastala iz tibetanske pisave), znana kot jo yig, razvita v 16. stoletju. Tiskanje teh knjig na ročno izdelanem papirju in vezavi so razstavni predmeti v Narodni knjižnici. Sodobna literatura se še razvija, verska biografija žensk z naslovom delog je priljubljeno versko delo. Veliko je pisateljev, ki zdaj pišejo v angleščini, večinoma kratke zgodbe in zbirke ljudskih pripovedi iz Butana; priljubljen avtor je Kunzang Choeden. 
Kraljeva akademija scenskih umetnosti
Kraljeva akademija za scenske umetnosti (RAPA) v Thimphuju je bila ustanovljena na pobudo pokojnega kralja Džigme Dordži Vangčuka leta 1954, z osnovnim ciljem ohranjanja in spodbujanja tradicij uprizoritvenih umetnosti Butana. Leta 1967 je bila ustanovljena kot akademija, ustanovljena pa je bila skupina Kraljevi plesalci. Institucija zagotavlja usposabljanje v narodnih plesnih oblikah Butana, kot so plesi mask in ohranja ljudsko plesno dediščino. Profesionalni plesalci Akademije imajo nastope med letnim plesnim festivalom tšeču, ki poteka v prostorih Tašičho dzonga. Predstave, ki trajajo eno uro, so prirejene tudi za posebej zahtevane priložnosti. Sedanje dejavnosti na akademiji se reorganizirajo z nadaljnjo širitvijo programov, vključno z razvojem učnega načrta za poučevanje. 
Narodna knjižnica
Ustanovljena je bila leta 1967, zgrajena v slogu tradicionalnega templja. V njej je veliko starih besedil v jeziku dzongkha in tibetanščini. Načrtovana je bila kot »velika zbirka in raziskovalna zbirka, namenjena ohranjanju in spodbujanju bogate književne, kulturne in verske dediščine« Butana. Stavba je zelo bogato okrašena in naj bi predstavljala najboljšo živahno butansko arhitekturo. V pritličju te stavbe, med zelo cenjenimi zbirkami, je bila objavljena knjiga, ki je bila najtežja na svetu, tehta 59 kilogramov, znana kot Butan: vizualna odiseja čez zadnje himalajsko kraljestvo. Tu so ohranjene tudi tradicionalne knjige in zgodovinski rokopisi, napisani v tibetanskem slogu, na ročno izdelanem papirju, ki je vezan med lesenimi povezanimi platnicami. V knjižnici je tudi stara tiskarna, ki je bila uporabljena za tiskanje knjig in molitvenih zastav. Knjižnico obkrožajo tudi bhakte kot znamenje bogoslužja, saj so v njih zapisane svete knjige in podobe slavnih ljudi Butana, kot so šabdrung Namgyal, Pema Linga in guru Rinpoče. Na ogled so tudi modeli Punakha dzonga in arhitekture čortenov.
Glasba
Glasba Butana ima tradicionalne žanre, kot so šungdra in boedra. Vpliv Drukpa (sekta Rdečih kap) budizma in budistične glasbe na butansko kulturo je pomemben. Številne ljudske pesmi in napevi izhajajo iz glasbe omenjene sekte. V 17. stoletju se je v času vladavine šabdrunga Ngavang Namgjala (1594–1652) zgodil velik razcvet ljudske glasbe in plesa (cham). Instrumenti iz tega časa so lingm (flavta), dramnjen (lutnja) in čivang (violina). Jnagčen je instrument, narejen iz votlega lesa z 72 strunami, ki se »udarjajo z dvema bambusovima palicama«. Rigsarska glasba je postala priljubljena v Thimphuju in Butanu in se izvaja na električnem klavirju in sintesajzerju. Je pa združitev tradicionalnih butanskih in tibetanskih melodij, na katere vpliva tudi glasba Hindi. Glasbene albume proizvaja veliko priljubljenih pevcev iz Butana in ne le v Rigsarjevi glasbi, ampak tudi v tradicionalnih ljudskih pesmih in verskih pesmih. Štiri glasbene zgoščenke verske ljudske glasbe, imenovane »tibetanski budistični obredi«, ki so jih izdali samostani s posnetkom, ki ga poje manif (potujoči asket) in spominja na prihod šabdrunga Ngavang Namgjala v Butanu v 17. stoletju, je priljubljena. 
Za spodbujanje glasbe v Butanu sta bili v Thimphuju ustanovljeni dve glasbeni šoli in sicer glasbena šola Kilu in nedavno ustanovljena himalajska glasbena šola. Glasbena šola Kilu, ustanovljena marca 2005, je prva te vrste, kjer se učence poučuje o bistvenih značilnostih glasbe, kot so: vaditi svoje glasbene sposobnosti branja in pisanja ter izboljšati svoje sposobnosti poslušanja.
Kheng Sonam Dordži iz vasi Kaktong v okrožju Šemgang je priznani glasbenik, vokalist in skladatelj, ki prebiva v Thimphuju. Igral je številne inštrumente iz Butana in Indije. Naučil se je drangjen pod starejšimi butanskimi ljudskimi izročili. Njegov prispevek k butanski kulturi je niz hitov Rigsar (butanski pop) albumi in zvočni posnetki priljubljenega butanskega filma, Travellers and Magicians (2004). Sodeloval je tudi na ameriškem Folklife Smithsonian festivalu (2008). 
Tšeču festival

Plesi mask, popularno znani kot Čam plesi, se izvajajo v dvoriščih Tašičho dzonga v Thimphuju v času štiridnevnega festivala tšeču, ki poteka vsako leto jeseni (september / oktober) na datume, ki ustrezajo butanskemu koledarju. Tšeču pomeni 'deseti', zato se festival odvija na 10. dan butanskega meseca. Gre za versko ljudsko plesno obliko Drukpa (sekta Rdečih kap) budizma, ki je bil ustanovljen leta 1670. Tšeču je serija plesov, ki jih izvajajo menihi in tudi usposobljene plesne skupine za čast dejanjem Padmasambhave ali guruja Rinpočeja. So tudi družabni dogodki, ko se ljudje pojavijo v svoji najboljši obleki, z ženskami, ki so še posebej okrašene in veliko število priča obrednim plesom in tudi absorbira verska znanja o budizmu. Izvaja se v vsakem okrožju Butana v različnih obdobjih. V Thimphuju in Paru sta najbolj priljubljena. Thimphu tšeču, ki traja štiri dni, običajno obiskuje kraljeva družina in glavni opat Butana ter drugi vladni uradniki. Dan odprtja in zaključni dnevi so pomembni in vsak dan ima določen program. Ti barvito oblečeni, maskirani plesi so običajno sporočilni ali pa temeljijo na dogodkih iz življenja učitelja 9. stoletja Nigisampe Padmasambhave in drugih svetnikov. 

### Umetnost in obrt
Umetnost in obrt Butana, ki predstavljata izključno »duh in identiteto himalajskega kraljestva«, sta opredeljeni kot umetnost Zorig Chosum, kar pomeni 'trinajst Butanskih umetnosti in obrti'. Umetnost in obrt v Thimphuju in drugih krajih Butana, vključuje tekstil, slike, skulpture, izdelavo papirja, rezbarjenje v lesu, izdelovanje mečev in kovaštvo, izdelava čevljev, izdelke iz bambusa, izdelava loka in puščic ter nakit. 
Narodni inštitut Zorig Chusum
Nacionalni inštitut Zorig Chusum je središče izobraževanja butanske umetnosti. Ustanovila ga je vlada Butana, katere edini cilj je ohranitev bogate kulture in tradicije Butana ter usposabljanje študentov v vseh tradicionalnih oblikah umetnosti. Slikarstvo je glavna tema inštituta, ki zagotavlja 4-6 let usposabljanja v butanskih tradicionalnih umetnostnih oblikah. Kurikulum zajema celovit tečaj risanja, slikanja, rezbarstva, vezenja in izdelave kipov.
Obrtniške delavnice
V bližini nacionalnega inštituta Zorig Chusum je velika vladna blagovnica, ki se ukvarja z vrhunskimi obrtmi, tradicionalnimi umetnostmi in nakitom; Gho in Kira, nacionalna obleka butanskih moških in žensk, sta na voljo tukaj. Mesto ima še veliko drugih zasebnih podjetij, ki se ukvarjajo s thangami, slikami, maskami, medenino, starinskim nakitom, poslikanimi tablami, ki so znane kot choektse, bobni, tibetanskimi violinami in tako naprej. Zangma Handicrafts Emporium prodaja zlasti obrtne izdelke, izdelane v inštitutu Zorig Chusum.
Muzej ljudske umetnosti
Muzej ljudske dediščine v kraju Kawajangsa, Thimphu je zgrajen na linijah tradicionalne butanske kmetije z več kot 100 let starim pohištvom. Zgrajen je kot tri nadstropna zgradba z utrjenimi zidovi iz blata in lesenimi vrati, okni in streho, prekrito s skrilavci. Veliko razkriva o butanskem podeželskem življenju.
Studio za amaterske umetnike
Namen amaterskega umetniškega studia je spodbujati tradicionalne in sodobne umetniške oblike med mladimi iz Thimphua, ki si želijo izvajati te umetniške oblike. Dela teh mladih umetnikov so na voljo tudi v prodaji v galeriji Art Shop studia.
Narodni tekstilni muzej
Narodni tekstilni muzej v Thimphu prikazuje različne butanske tekstilije, ki so obsežne in bogate s tradicionalno kulturo. Razstavlja tudi pisane in redke ženske obleke kira in moške ghos.

## Religija
Vadžrajanski budizem je državna religija in prevladujoča etnična skupina je Drukpa, šole Kagju budizma, medtem ko v južnem Butanu prevladujejo hindujci nepalskega etničnega porekla. Glavno meniško telo, ki ima 1160 menihov, vodi glavni opat, ki preživi šest mesecev v Tašečho dzongu v Thimphuju in ostalih šest mesecev v Punakhi. Svet cerkvenih zadev, ki je pod predsedstvom glavnega opata je v Thimphuju in je odgovoren za upravljanje nacionalnega Spominskega čortena in vseh budističnih meditacijskih centrov, šol budističnih študij in tudi osrednje in okrožne menihe. Vsakodnevne zadeve sveta so pod nadzorom glavnega opata.

## Pobratena mesta
- Manokwari, Indonezija
- Hokaido, Japonska

## Dodatni viri
- Brown, Lindsey; Bradley Mayhew; Stan Armington; Richard Whitecross (2009). Bhutan. Penguin. ISBN 1-74059-529-7.
- Palin, Michael (2009). Himalaya. Penguin. ISBN 978-0-7538-1990-6.
- Pommaret, Françoise (2006). Bhutan Himalayan Mountains Kingdom (5th edition). Odyssey Books and Guides.